# William Keeling
William Keeling (1578–1620) – żeglarz i kapitan służący w Brytyjskiej Kompanii Wschodnioindyjskiej. Dowodził statkiem Susanna w 1604 roku i Red Dragon w 1607. Podczas powrotu z Jawy do rodzinnej Anglii w 1609 roku odkrył Wyspy Kokosowe, które początkowo nazwano Keeling Islands. Pozostały one jednak przez długi czas niezamieszkane. W ojczyźnie został dowódcą zamku w Cowes na wyspie Wight, gdzie zmarł w 1620 roku.
We fragmentach swego dziennika, które przetrwały pisze, że jego załoga wystawiała sztuki Szekspira Hamlet oraz Ryszard II. Sama dzienna data odkrycia wysp nie została jednak zanotowana.